# Okręg Mehedinți
Mehedinți – okręg w południowo-zachodniej Rumunii (Wołoszczyzna), ze stolicą w mieście Drobeta-Turnu Severin. W 2011 roku liczył 265 390 mieszkańców. Okręg ma powierzchnię 4933 km², a w 2002 roku gęstość zaludnienia wynosiła 62 osoby/km².

## Struktura narodowościowa
Według spisu ludności z roku 2011 okręg Mehedinți zamieszkiwały następujące narodowości:
- Rumuni - 86,5%
- Romowie - 4,1%
- Serbowie - 0,375%
- Czesi - 0,176%
- Węgrzy - 0,058%
- Niemcy - 0,057%
- Turcy - 0,015%
- Grecy - 0,008%
- Włosi - 0,006%
- Chińczycy - 0,006%

## Miasta
- Drobeta-Turnu Severin (węg. Szörényvár)
- Orszowa (rum. Orșova, węg. Orsova)
- Strehaia
- Vânju Mare
- Baia de Aramă.

## Gminy
- Bâcleș
- Bala
- Bălăcița
- Balta
- Bâlvănești
- Braniștea
- Breznița-Motru
- Breznița-Ocol
- Broșteni
- Burila Mare
- Butoiești
- Căzănești
- Cireșu
- Corcova
- Corlățel
- Cujmir
- Dârvari
- Devesel
- Dubova
- Dumbrava
- Eșelnița
- Florești
- Gârla Mare
- Godeanu
- Gogoșu
- Greci
- Grozești
- Gruia
- Hinova
- Husnicioara
- Ilovăț
- Ilovița
- Isverna
- Izvoru Bârzii
- Jiana
- Livezile
- Malovăț
- Obârșia de Câmp
- Obârșia-Cloșani
- Oprișor
- Pădina
- Pătulele
- Podeni
- Ponoarele
- Poroina Mare
- Pristol
- Prunișor
- Punghina
- Rogova
- Salcia
- Sisești
- Șimian
- Șovarna
- Stângăceaua
- Svinița
- Tâmna
- Vânători
- Vânjuleț
- Vlădaia
- Voloiac
- Vrata